# Nadvláda mužů
Nadvláda mužů (ve francouzském originále La Domination masculine) je kniha francouzského sociologa a antropologa Pierra Bourdieua, vydána roku 1998. Jedná se o sociologickou studii vztahů mezi pohlavími, ve které se autor snaží objasnit příčiny nadvlády mužů nad ženami v lidských společenstvích.
Bordieuovo uvažování vychází z historicko – antropologických faktů. Autor využil svých poznatků, které načerpal při pozorování domorodého berberského kmenu Kabylů začátkem šedesátých let 20. století. Výsledky svého zkoumání se poté snažil extrapolovat na současnou společnost a najít v ní tradiční modely vztahu muže a ženy, podobné těm berberským.

## Synoptické schéma relevantních opozic

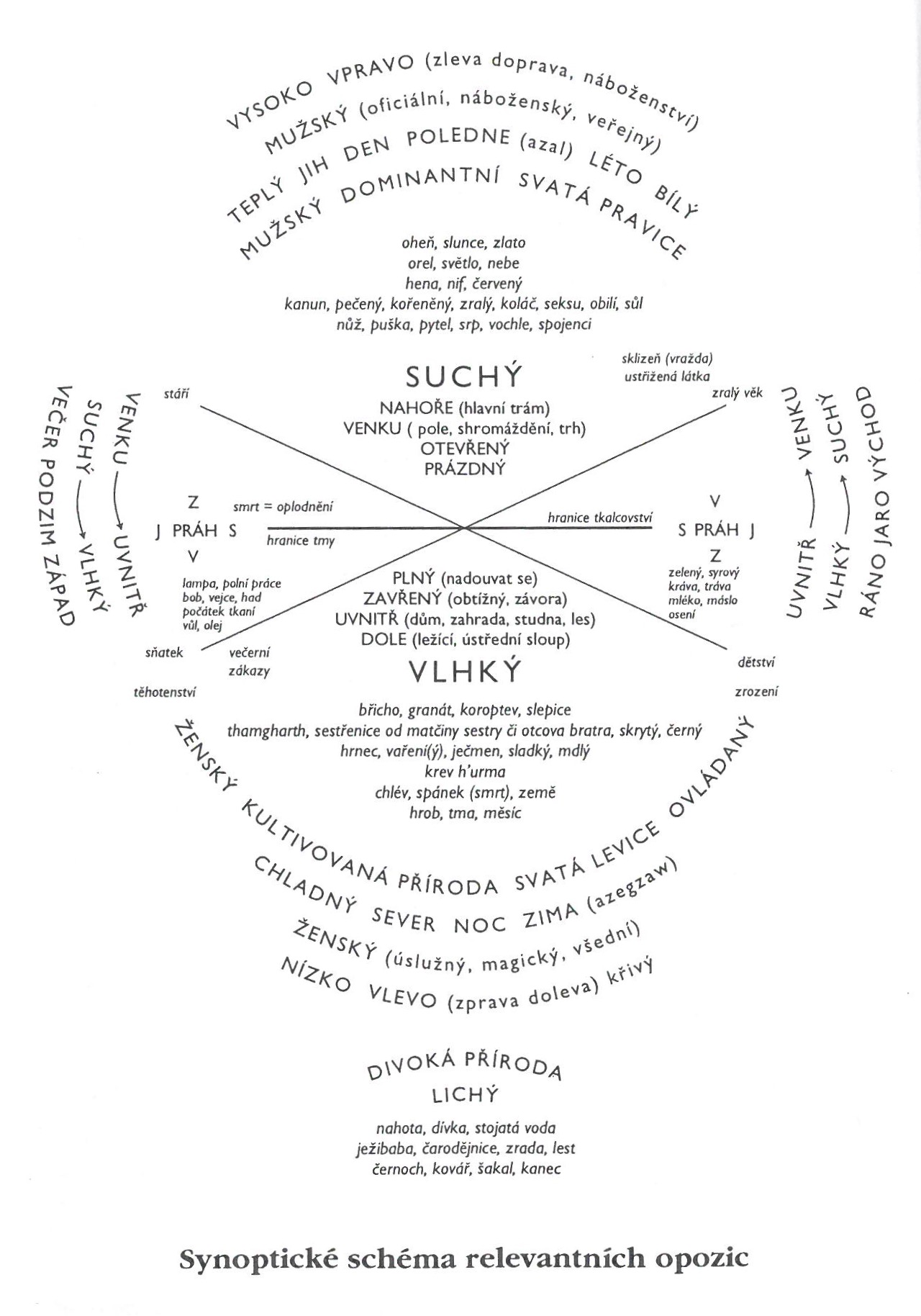
Synoptické schéma relevantních opozic

Autor uvádí čtenáře do poněkud rozsáhlého tématu strukturovaným schématem, ve kterém využívá známých antonym (např. suchý/vlhký, nahoře/dole, dominantní/ovládaný), aby poukázal na základní rozdíly mezi gendery. Dále také ve schématu používá přirovnání pro konkretizaci daných procesů, typických jak pro muže, tak pro ženy.
Toto grafické znázornění se dá považovat za výchozí bod této knihy, avšak lze si povšimnout, že Bourdieu se s takovýmto rozdělením ne vždy shoduje a polemizuje o něm.

## Antropologický pohled – sociální konstrukce těl
Skutečnost o nadřazenosti mužského principu shledává Bordieu především v zakořeněných zvyklostech lidského druhu. Tato nadřazenost nespočívá v čemsi přirozeném nebo předem daném, ale jedná se o jakýsi úzus, který je vytvářen především historickým pojetím role muže a ženy ve společnosti. Toto lze podle Bourdieua dokázat především tím, že z celé historie neznáme žádné prameny ani mýty, které by odmítali takto stanovenou sexuální hierarchii.
Muži byli v historii bráni za výše hierarchicky postavené, lidé tehdejší doby vnímali tento fakt už jen na základě samotné tělesné stavby muže, která je mnohem mohutnější než stavba těla ženského.
Nadřazenost muže vychází i z etymologického původu slova muž (vir), kdy virilita (mužnost) je podstatná vlastnost muže a je spojená se ctí (virtus), která je u mužů determinována především sexuální potencí, jež je od muže přímo očekávána. Toto souvisí i s výše zmíněnou opozicí mužského a ženského principu (nahoře/dole), kdy muž při pohlavním aktu typicky zaujímá dominantní postavení.

## Přenesené chápání ženy ve společnosti
Žena je v podstatě prezentována jako slabá a zranitelná, což je potvrzeno jejím historickým postavením, kdy se žena stará o chod domácnosti a zajišťuje podřadnější práce – starost o dobytek a podobně.
Tento fakt lze analogicky znázornit na příbězích z knihy. Prvním z nich je sklizeň jablek, kdy muži s bidlem shazují jablka ze stromu a ženy s dětmi sbírají spadaná jablka. Dalším příkladem jsou typické zabijačky, kdy jediný úkol mužů je ráno zabít prase a naporcovat ho. Následující úkoly – vaření a úklid pak již obstarávají ženy, zatímco muži popíjí a baví se.
Moderní společnost už podle Bourdiuea dokáže akceptovat ženu jako pracující, a tudíž v osobním životě soběstačnou, avšak v pracovním prostředí je neustále uváděna do podřadné pozice. Konkrétním příkladem tzv. hierarchizace práce jsou příslušná zaměstnání a jejich názvy. Šéf a sekretářka, kdy muž je prezentován jako ten, kdo všechno řídí a ženské subjekty, které ho v práci podporují.
Důsledky těchto zakořeněných faktů lze i dnes shledávat v moderní politice a na nejvyšších manažerských pozicích, které jsou jen velmi málo obsazovány ženami a dominují zde spíše muži.

## Symbolické násilí
Symbolické násilí je druh společenského násilí, které je konáno na určitých sociálních skupinách, za jejich přímé účasti. Jedná se především o latentní jevy, které se však projevují v každodenním chování a jednání ve společnosti, aniž by se v tom projevoval hlubší úmysl. Je velice těžké tyto zaběhnuté stereotypy odstranit.
Toto násilí je zapříčiněno nedostatečným pochopením a vírou obou stran, že takovýto stav je přirozený. To je důvodem, proč pouhé odstranění společenských struktur, které tento stav podporují a udržují (např. zrovnoprávnění žen před zákonem) k opravdové změně nestačí. Skutečný obrat by podle Bourdiea mohla způsobit jen „radikální změna sociálních podmínek, z nichž se ony dispozice, nutící ovládané pohlížet na vládnoucí i na sebe samotné z hlediska vládnoucích, rodí.“